# Герб Танзанії
Герб Танзанії являє собою щит воїна, який має золоту частину на верхній частині, що супроводжується внизу прапором Танзанії.
Золота частина символізує корисні копалини в Об'єднаній республіці; червона частина під прапором символізує багатий родючий ґрунт Африки; в той час як хвилясті лінії символізують землю, море, озера і прибережні лінії Об'єднаної республіки.
У золотий частині прапора є палаючий смолоскип, символ свободи (UHURU) (Смолоскип Ухуру), освіти і знання, і спис — символ захисту свободи, пересічена сокира і мотики-інструменти, які люди Танзанії використовують у розвитку країни.
Щит стоїть біля підніжжя гори Кіліманджаро. Ікла слона, які підтримують чоловік і жінка з чагарником гвоздики в ногах чоловіка і бавовняним кущем в ногах жінки, вказують на співпрацю і рівність статей.
Об'єднаний девіз республіки — «Uhuru na Umoja» — написаний на суахілі і означає «Свободу і Єдність».